# Плешко Володимир Костянтинович
Володи́мир Костянти́нович Плешко́ (нар. 20 грудня 1960) — український військовик, генерал-майор Державної прикордонної служби України. Лицар ордена Богдана Хмельницького III ступеня.

## Життєпис
Протягом 2000–2002 років перебував на посаді начальника Одеського прикордонного загону. Тривалий час обіймав посаду начальника штабу Південного регіонального управління Державної прикордонної служби України.
20 серпня 2010 року Володимиру Плешку присвоєно звання «генерал-майор».
Наприкінці травня 2014 року генерал-майора Плешка призначено начальником Південного регіонального управління ДПС України. В листопаді того ж року — начальником Північного регіонального управління. 
З квітня по жовтень 2015 року Володимир Костянтинович Плешко очолював Західне регіональне управління Державної прикордонної служби України.

## Нагороди
- Орден Богдана Хмельницького III ступеня (20 серпня 2001) — за особливі заслуги у захисті державного суверенітету, зміцненні обороноздатності і безпеки України та з нагоди 10-ї річниці незалежності України[5]
- Медаль «За мужність в охороні державного кордону України»
- Медаль «70 років Збройних Сил СРСР»
- Медаль «За бездоганну службу» III ступеня (СРСР)